# Bahnpost (Österreich)

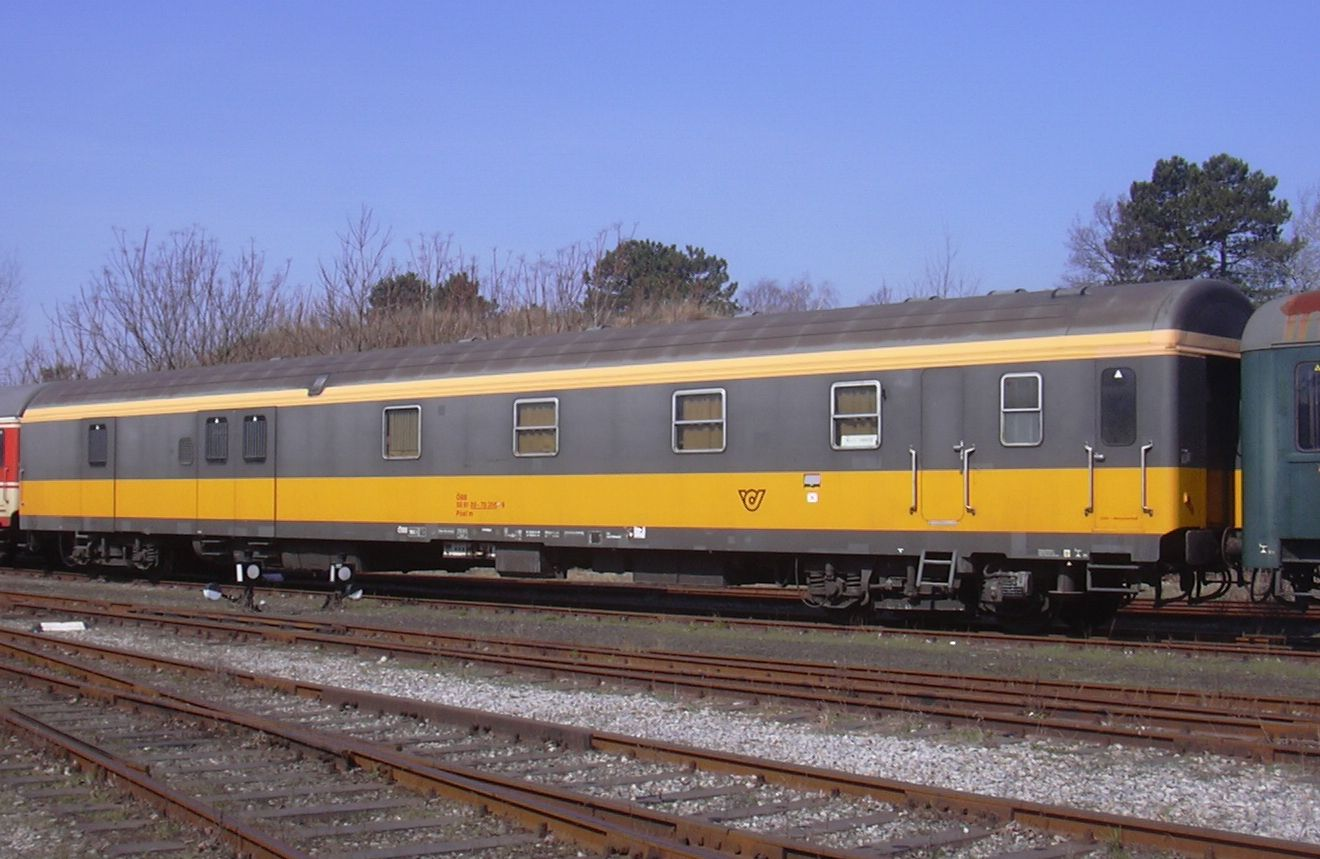
Bahnpostwagen »Post m 50 81 00-70 206-9« der Österreichischen Post im Eisenbahnmuseum Strasshof am 3. April 2005

Die Bahnpost in Österreich existierte von 1850 bis 2004.

## Geschichte
Anfangs nahm die Post- und Telegraphenverwaltung in Österreich-Ungarn eine ablehnende Haltung gegenüber dem neuen Verkehrsmittel Eisenbahn ein, ein Posttransport durch die Pferdeeisenbahn Budweis – Linz kam nicht zustande. Es sollte noch gut 20 Jahre dauern, bis die Post auch mit der Bahn befördert wurde: Am 1. August 1850 verkehrte erstmals das k.k. fahrende Postamt Nr. 1 zwischen Wien und Oderberg (heute Bohumín) auf den Strecken der Kaiser Ferdinands Nordbahn. Über Preußen war bereits (etwas umständlich) ein Anschluss nach Belgien und Frankreich gegeben.
1914 waren über 700 als k.k. Postambulanzen bezeichnete Bahnpostwagen im Einsatz, auf denen der Doppeladler und die Aufschrift k.k. Postamt oder k.k. Post prangte. Auf den Hauptstrecken wurden in großer Anzahl anfallende Paketpostsendungen auch in Güterwagen der k.k. Staatsbahnen transportiert.
 

Auch auf Lokalbahnen und Schmalspurstrecken gab es Post befördernde Züge, wobei auf diesen Nebenstrecken statt eines eigenen Postwaggons ein kombinierter Post- und Gepäckwagen (DF) zum Einsatz kam. Einzig die elektrifizierte Mariazellerbahn besaß bis zum Ende des Bahnpostdienstes eigene Postwaggons. Die Pressburger Bahn kombinierte bei ihren eigens konstruierten Waggons der Baureihe BCDFah Abteile 2. und 3. Wagenklasse mit einem Dienst-/Gepäck- und einem Postabteil.

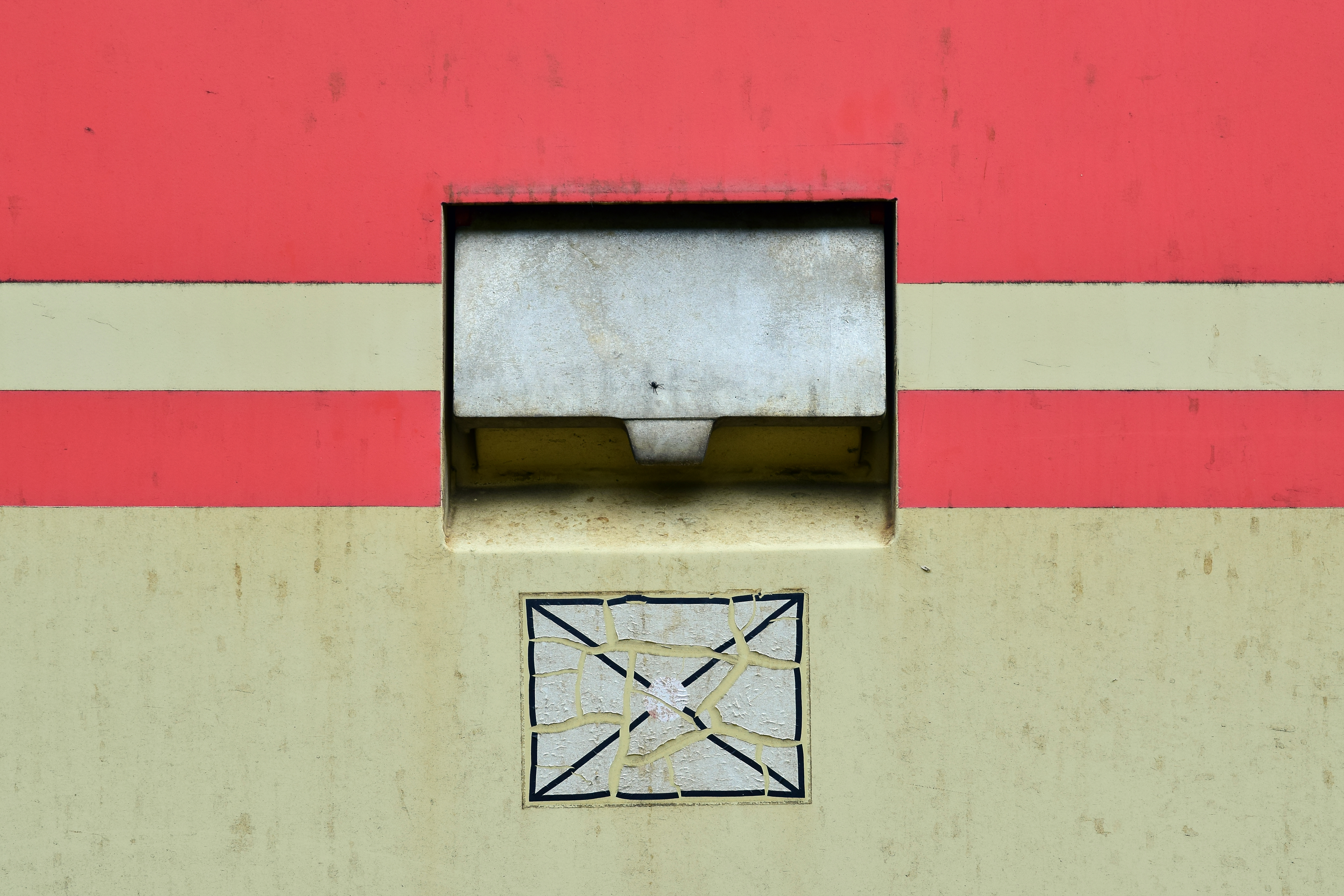
Briefeinwurf an einem Bahnpostwagen

Nach dem Anschluss Österreichs an das Deutsche Reich verkehrten diese von 1938 bis 1945 für die Deutsche Reichspost. 1945 übernahm die Österreichische Post wieder die Beförderung der Bahnpost. Bis 1995 wurde auch Geld mit der Bahnpost transportiert. Im April 1990 wurden zwischen Kirchstetten und Ollersbach 35 Millionen Schilling bei einem Raubüberfall erbeutet; ein Beamter verlor dabei sein Leben.
Der Bahnpostverkehr zwischen Österreich und Deutschland mit Sortierung der Sendungen im Zug wurde nach Einführung neuer, fünfstelliger Postleitzahlen im wiedervereinigten Deutschland im Sommer 1993 eingestellt und durch Transport mit Lkw ersetzt.
Durch den Auf- und Ausbau der sechs Verteilzentren ab 2001 konnte die Post schneller im Verteilzentrum als im Zug sortiert werden; somit verlor die Bahnpost sehr schnell an Bedeutung. Im Mai 2004 wurde der Betrieb der letzten überregionalen Linie Wien – Wolfurt – Wien eingestellt. Als letzte regionale Linie wurde die Verbindung Innsbruck – Wolfurt nach Eröffnung des Verteilzentrums Hall/Innsbruck eingestellt.
Seit 2004 transportiert die Österreichische Post AG solche Sendungen per Lkw oder Kleinlaster (Sprinter).

## Sonstiges

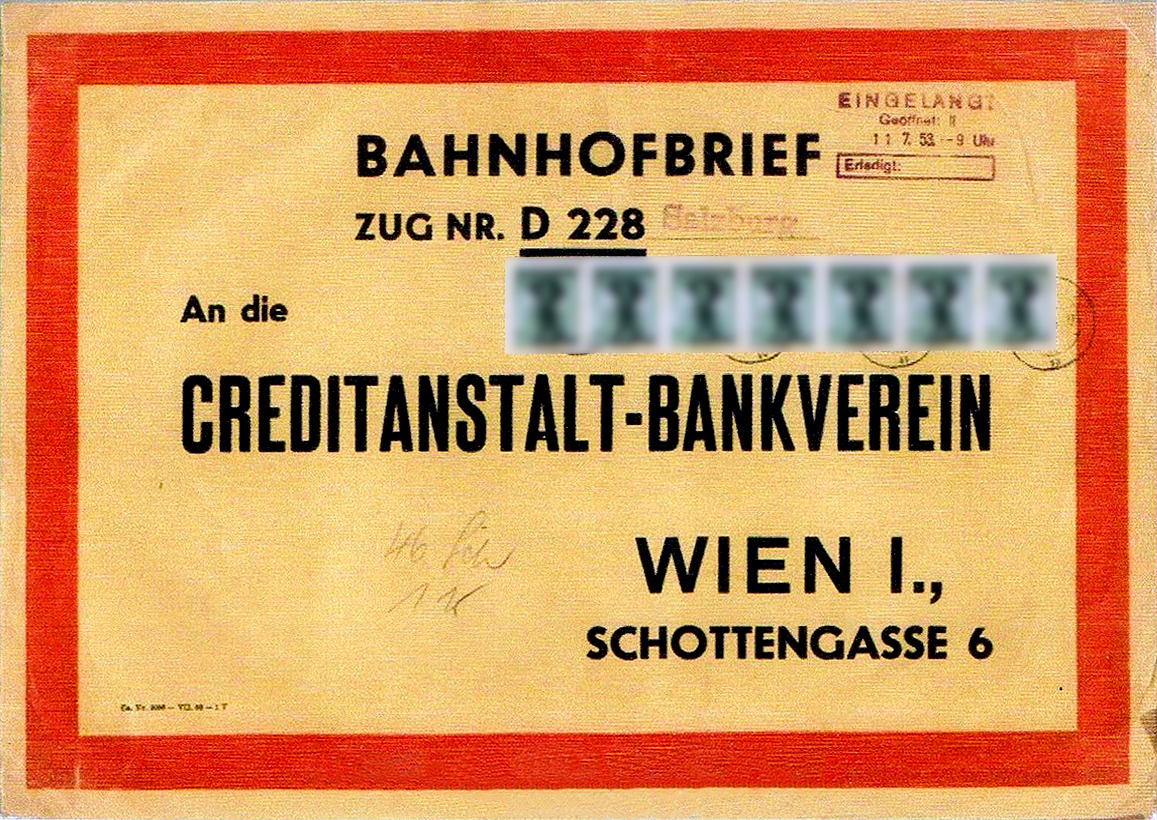
Eine spezielle Form der Bahnpost war der Bahnhofbrief

Als Bahnpostamt oder kurz die Bahnpost wurden oder werden umgangssprachlich auch jene Postämter bezeichnet, die im oder nahe beim Gebäude eines (Haupt-)Bahnhofs liegen, wenn in der meist größeren Stadt getrennt davon ein(e) Hauptpost(amt) existiert, das typisch ein umfangreicheres Service doch während weniger Stunden bietet. Um 1980 war das Bahnhofspostamt etwa von Linz noch rund um die Uhr geöffnet. Bis 23:59 Uhr erhielt man noch den Poststempel des laufenden Tages, was die Wahrung eines Einsendeschluss-Termins noch bis kurz vor Mitternacht ermöglichte.
Etwa 50 Meter nordöstlich des Bahnhofs Wels gab es ein Bahnhofspostamt, das etwa 22 Uhr geöffnet hatte, in dem man auch längere Zeit eine Telefonzelle nutzen konnte, um danach bar zu bezahlen. In der Abfahrtshalle des Bahnhofs Wels gab es um 1980 an der straßenseitigen Wand einen Postkasten mit dem Vermerk „Wird vor jedem Postzug entleert“. Ein Postkasten mit diesem Modus konnten auch am ersten Bahnsteig montiert sein. Viele der damals zahlreichen Postkästen in den Städten wurden (werktags) zuletzt um (eigentlich: ab) 18 oder 19 Uhr geleert. Wenige boten Spätentleerung(en), etwa um 20 oder 22 Uhr, am Bahnpostamt typisch jedoch auch um 24 Uhr oder sogar jede Stunde. Am Wochenende und feiertags konnte der Dienst stark eingeschränkt sein.
Im Laufe der Jahrzehnte reduzierte die Post diesen Service. Am Hauptbahnhof Graz ist die Postfiliale zum Beispiel in die Geschäftspassage im Bahnhofsgebäude gezogen, hatte bis Ende 2019 werktags hier noch 7–20 Uhr offen, seit 2020 jedoch auf 8–18 Uhr (und Sa 9–12 Uhr) reduziert.

## Bilder

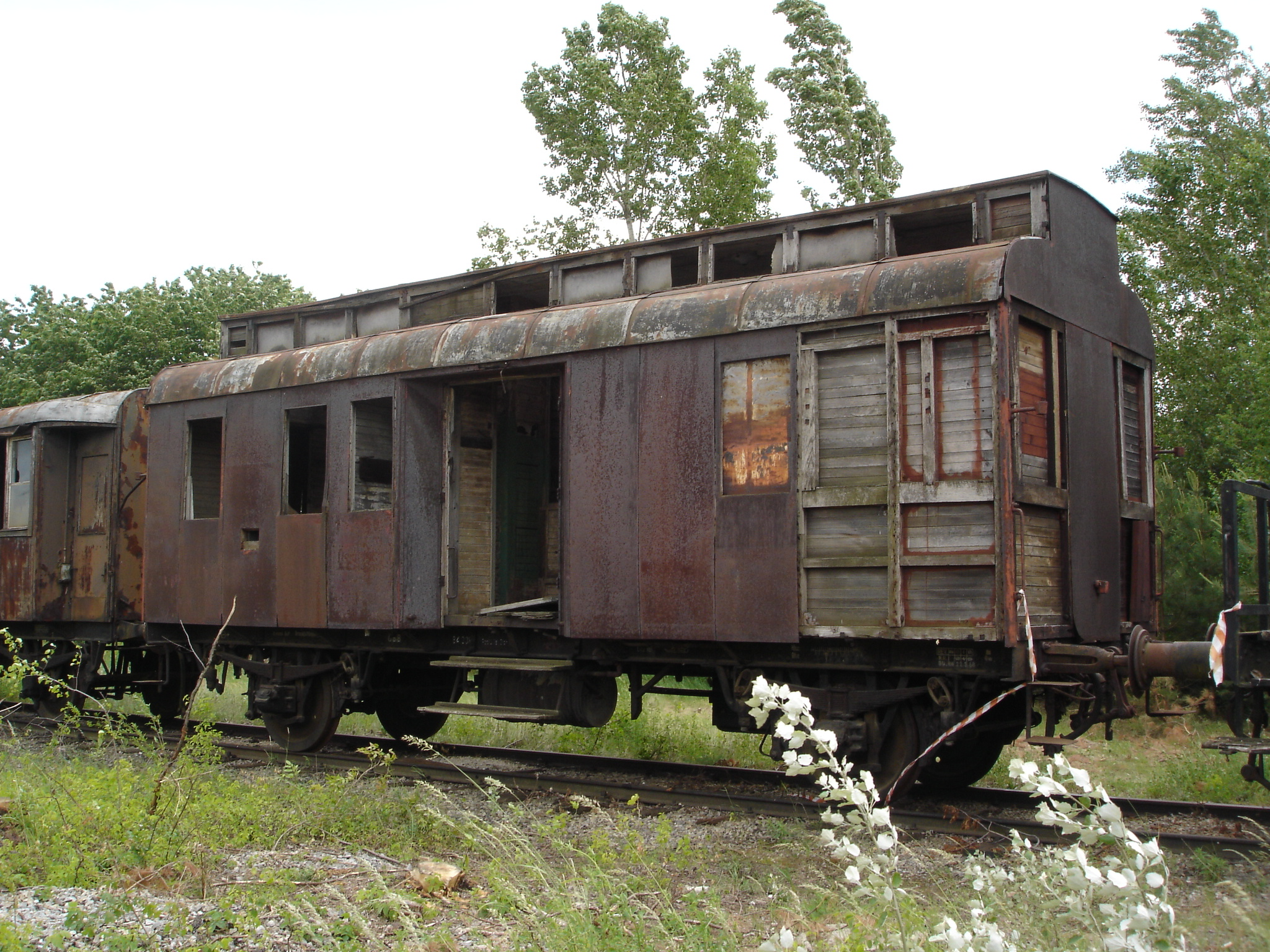
Wrack des Postwagens F 84231 im Eisenbahnmuseum Strasshof
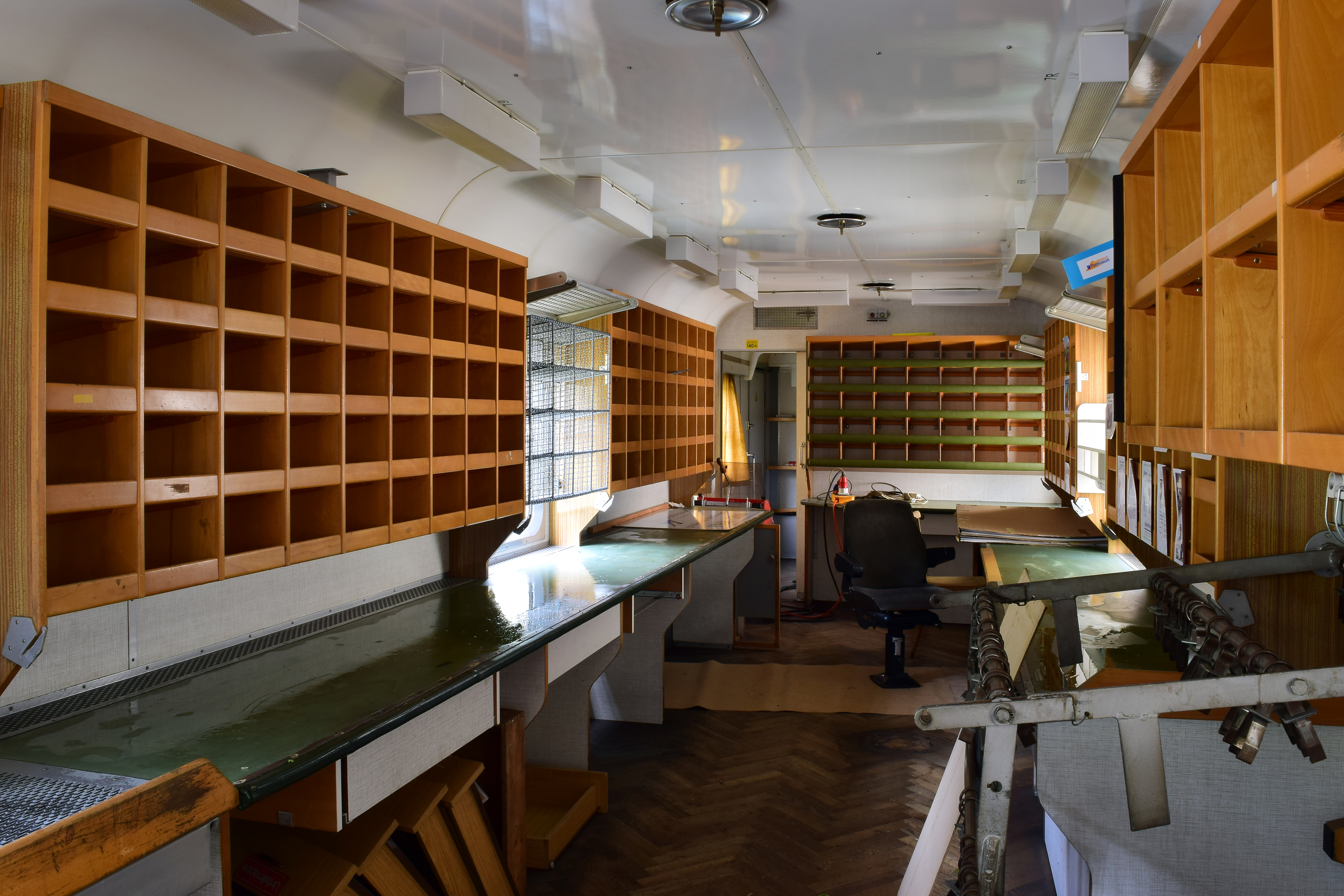
Innenraum eines Postwaggons
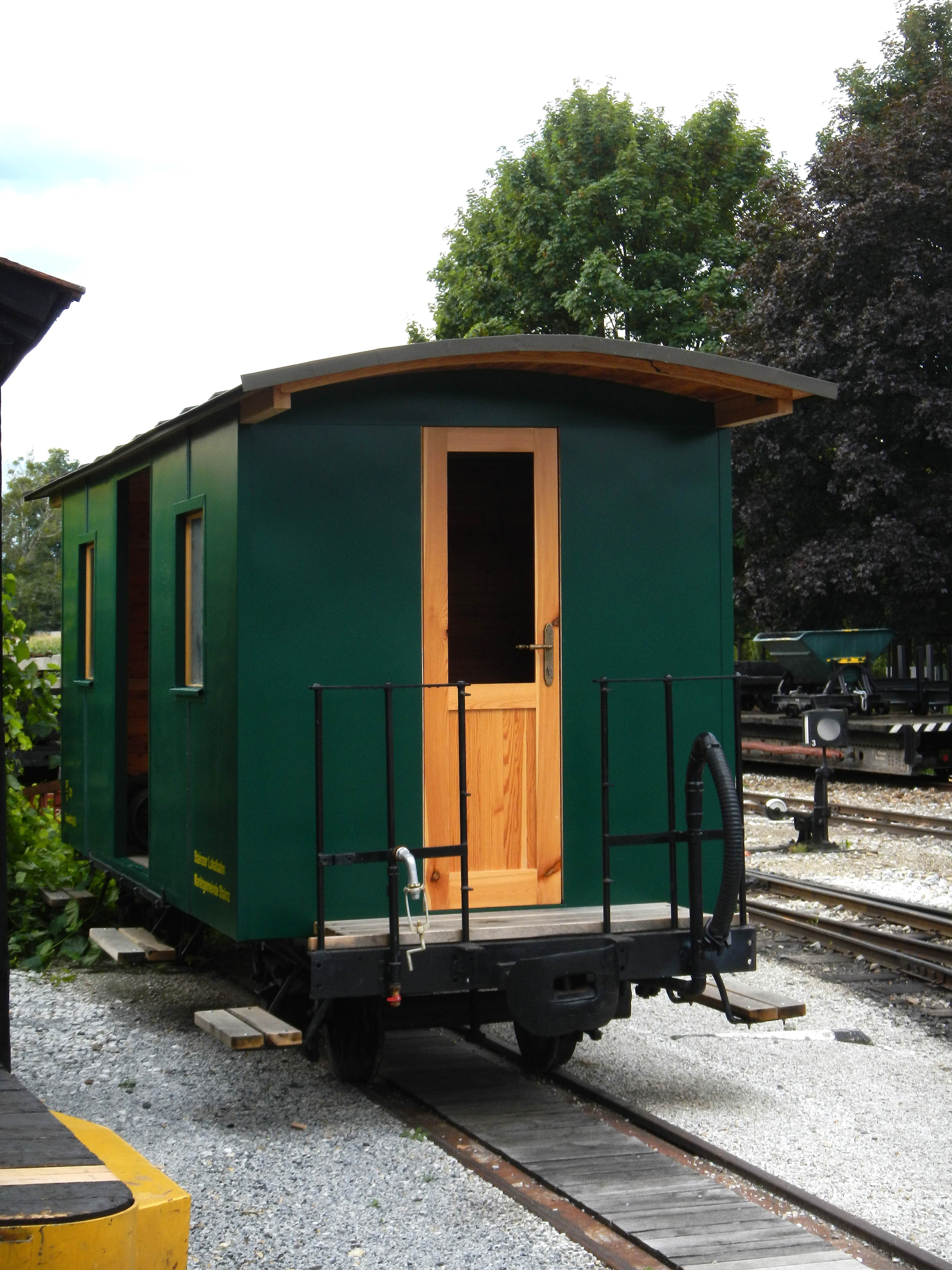
Schmalspuriger Post- und Gepäckwagen auf der Stainzerbahn
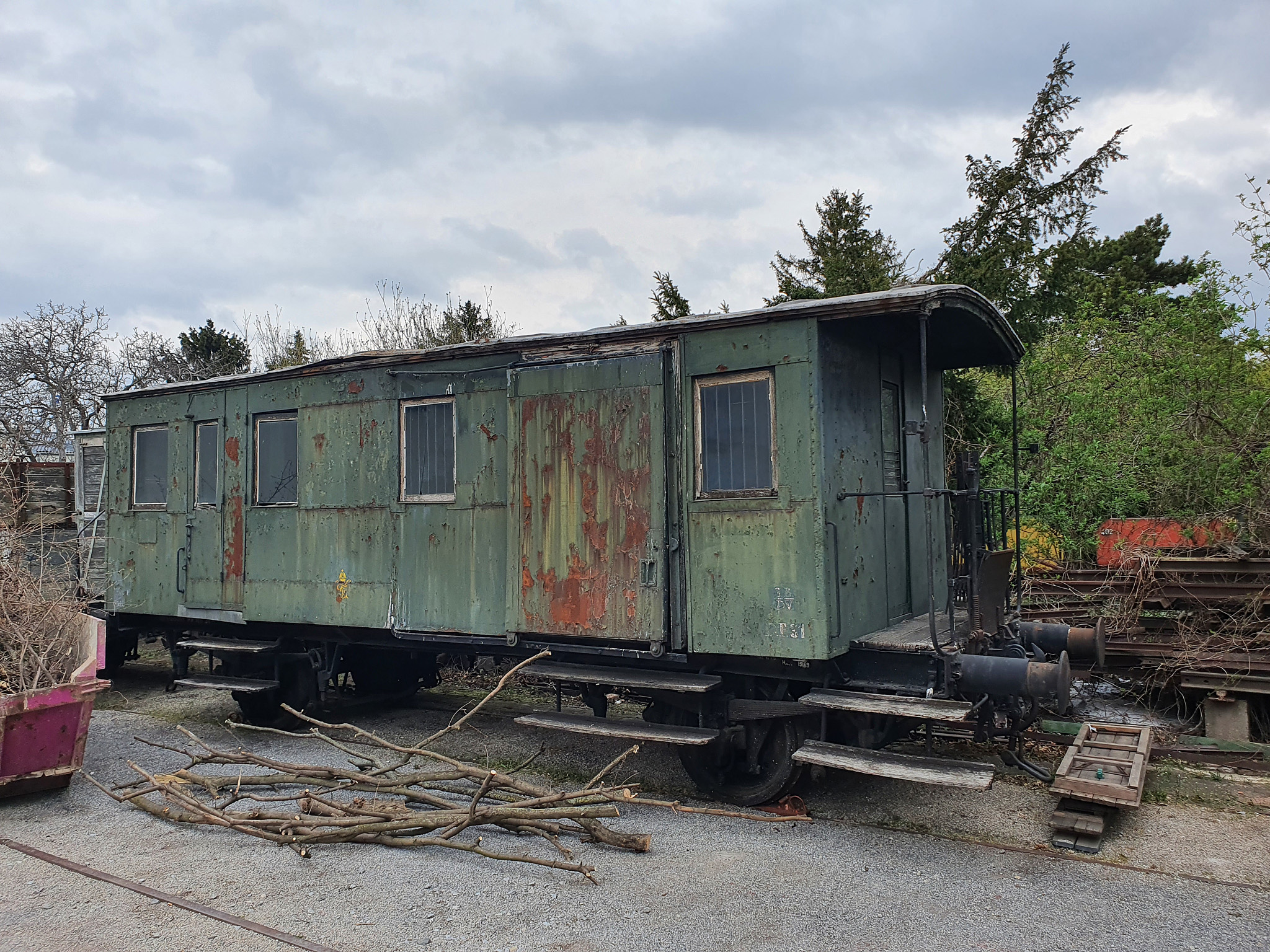
Ehemaliger Post- und Gepäckwagen der GKB im Eisenbahnmuseum Schwechat, links das separate Postabteil
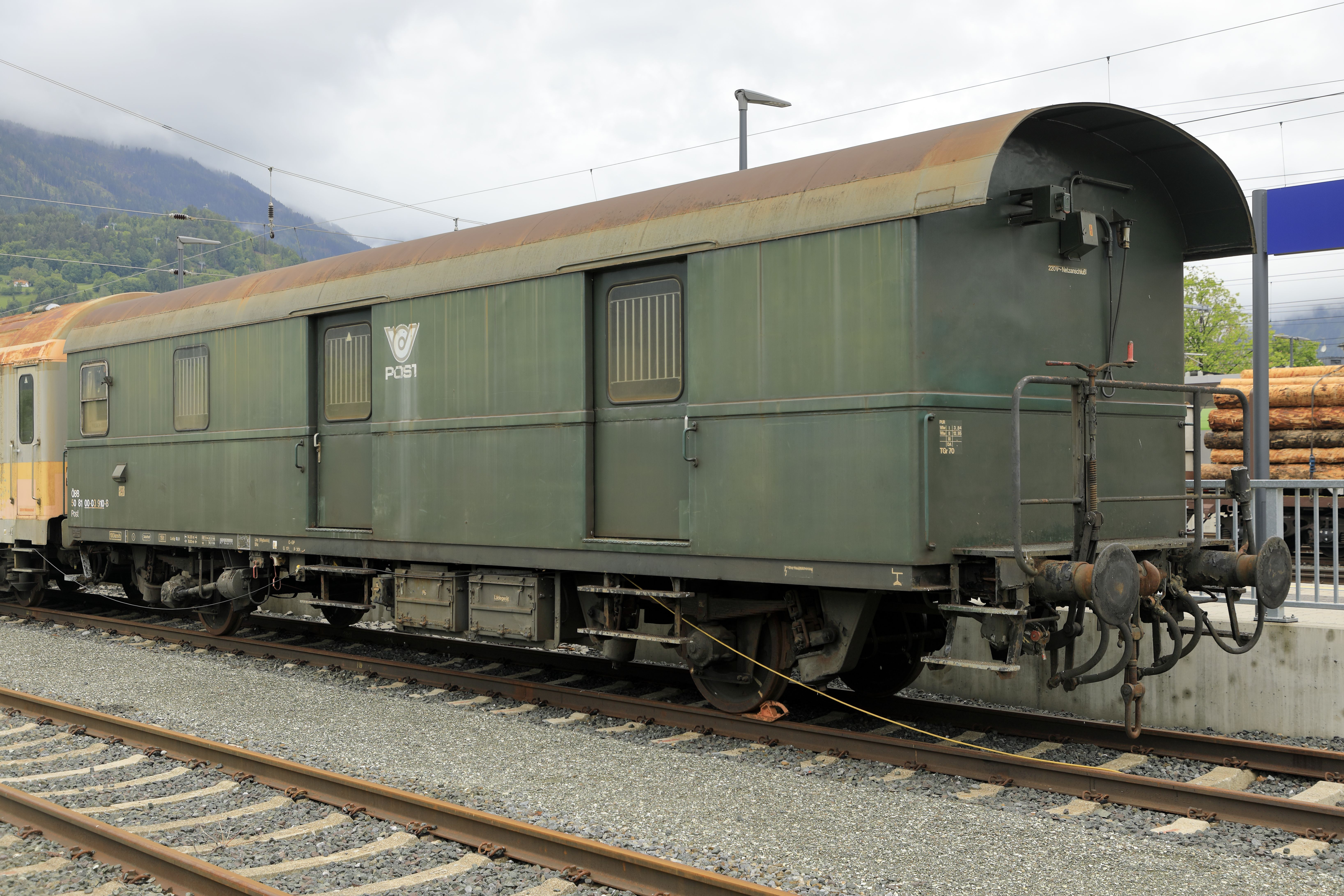
Zweiachsiger Spanten-Bahnpostwagen
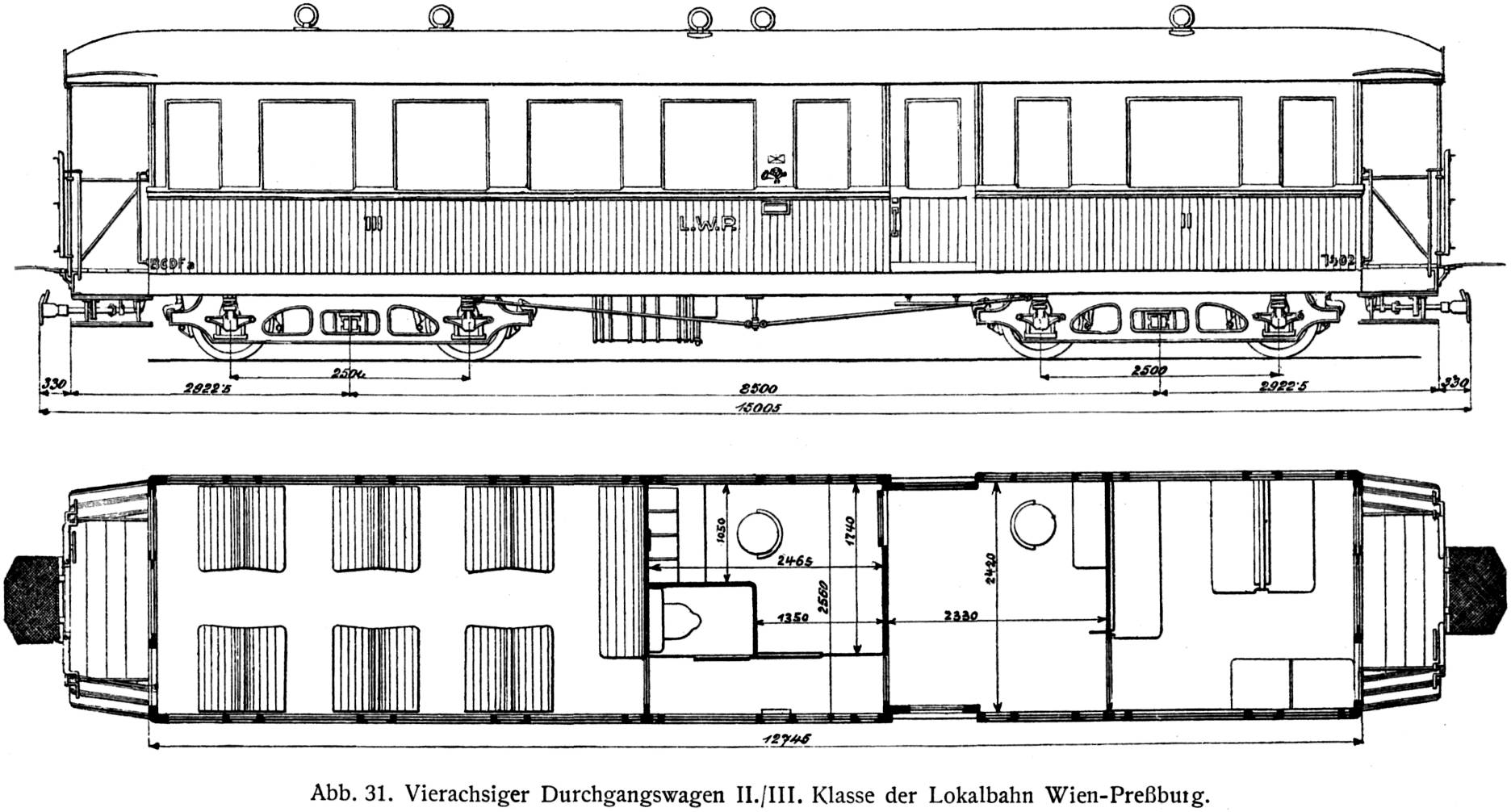
BCDFah der Pressburger Bahn mit separatem Postabteil
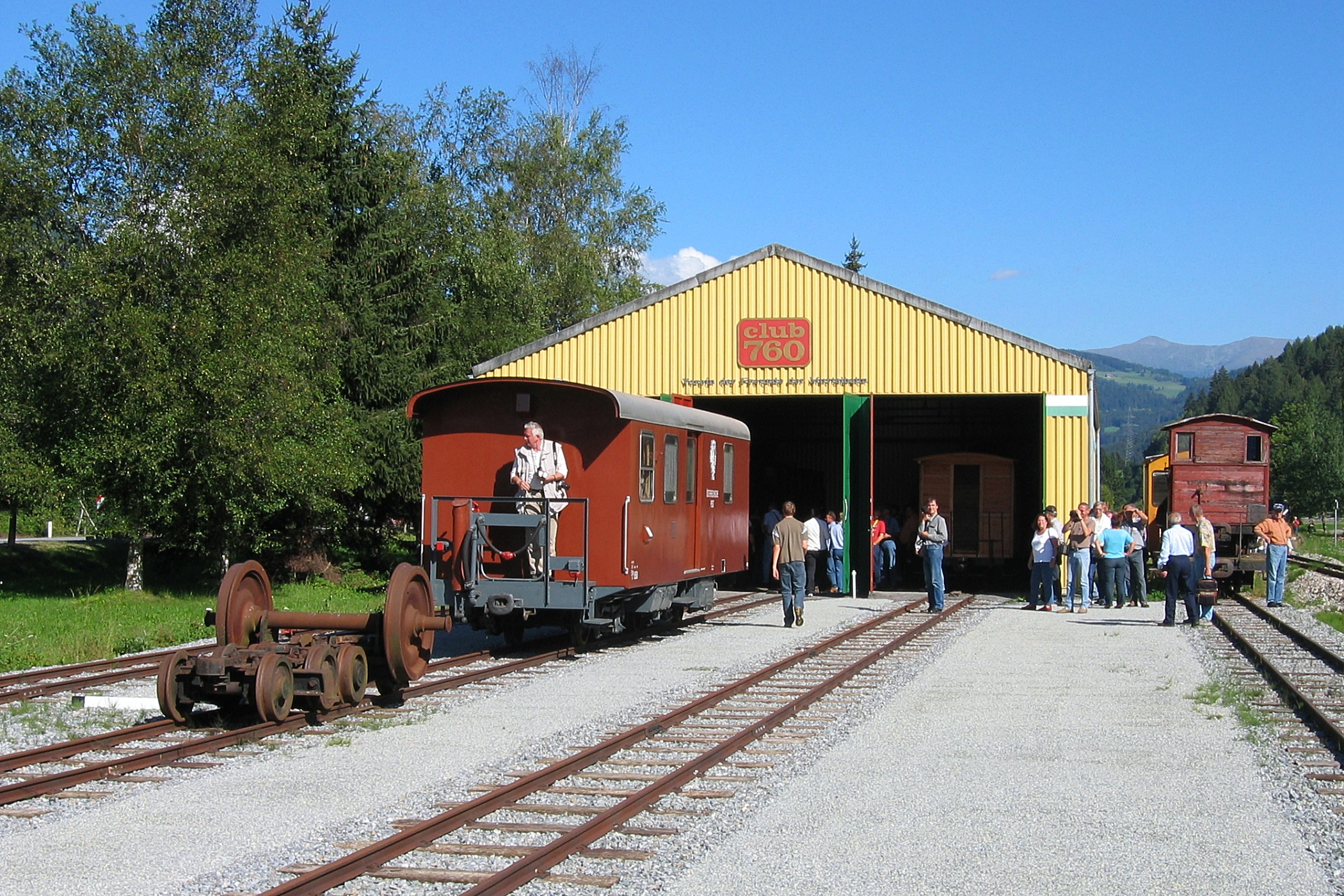
Postwaggon der Mariazellerbahn